# Фернан Вандернотт
Фернан Вандернотт (фр. Fernand Vandernotte, 12 липня 1902 — 20 січня 1990) — французький академічний веслувальник.
Бронзовий призер Олімпійських Ігор 1936 року в складі розпашної четвірки зі стерновим.
Срібний призер Чемпіонату Європи 1934 року в складі розпашної четвірки зі стерновим, бронзовий призер 1930 (розпашні двійки без стернового), 1933 (розпашні двійки зі стерновим) років.